# Badami
Badami è una suddivisione dell'India, classificata come town panchayat, di 25.851 abitanti, situata nel distretto di Bagalkot, nello stato federato del Karnataka. In base al numero di abitanti la città rientra nella classe III (da 20.000 a 49.999 persone).

## Geografia fisica
La città è situata a 15° 55' 0 N e 75° 40' 60 E e ha un'altitudine di 585 m s.l.m..

## Società

### Evoluzione demografica
Al censimento del 2001 la popolazione di Badami assommava a 25.851 persone, delle quali 13.310 maschi e 12.541 femmine. I bambini di età inferiore o uguale ai sei anni assommavano a 3.631, dei quali 1.880 maschi e 1.751 femmine. Infine, coloro che erano in grado di saper almeno leggere e scrivere erano 16.842, dei quali 9.972 maschi e 6.870 femmine.

## Monumenti e luoghi d'interesse
La città è posta all'interno di una scogliera semicircolare di arenaria rossa, che si specchia nelle verdi acque del lago; tra tutti i suoi monumenti, quelli certamente più famosi e più riccamente decorati sono i templi delle quattro grotte scavate all'interno della scogliera sul lato meridionale.

### Grotta 2

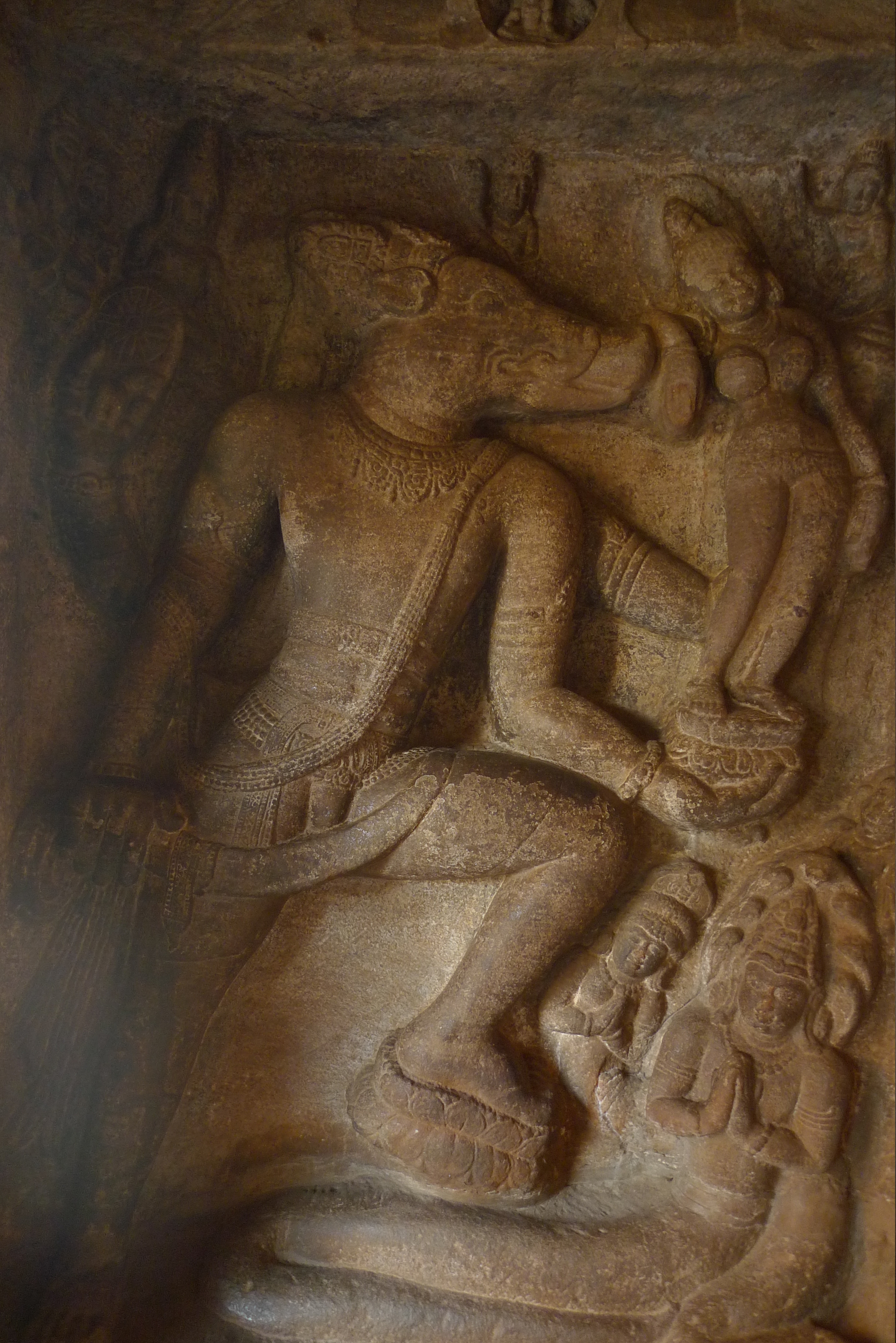
Grotta 2 - fregio di Varāha

La grotta è dedicata a Visnù ed è caratterizzata da uno splendido fregio di Varāha, il cinghiale che ne è l'incarnazione, inciso su di un lato del portico.

### Grotta 3

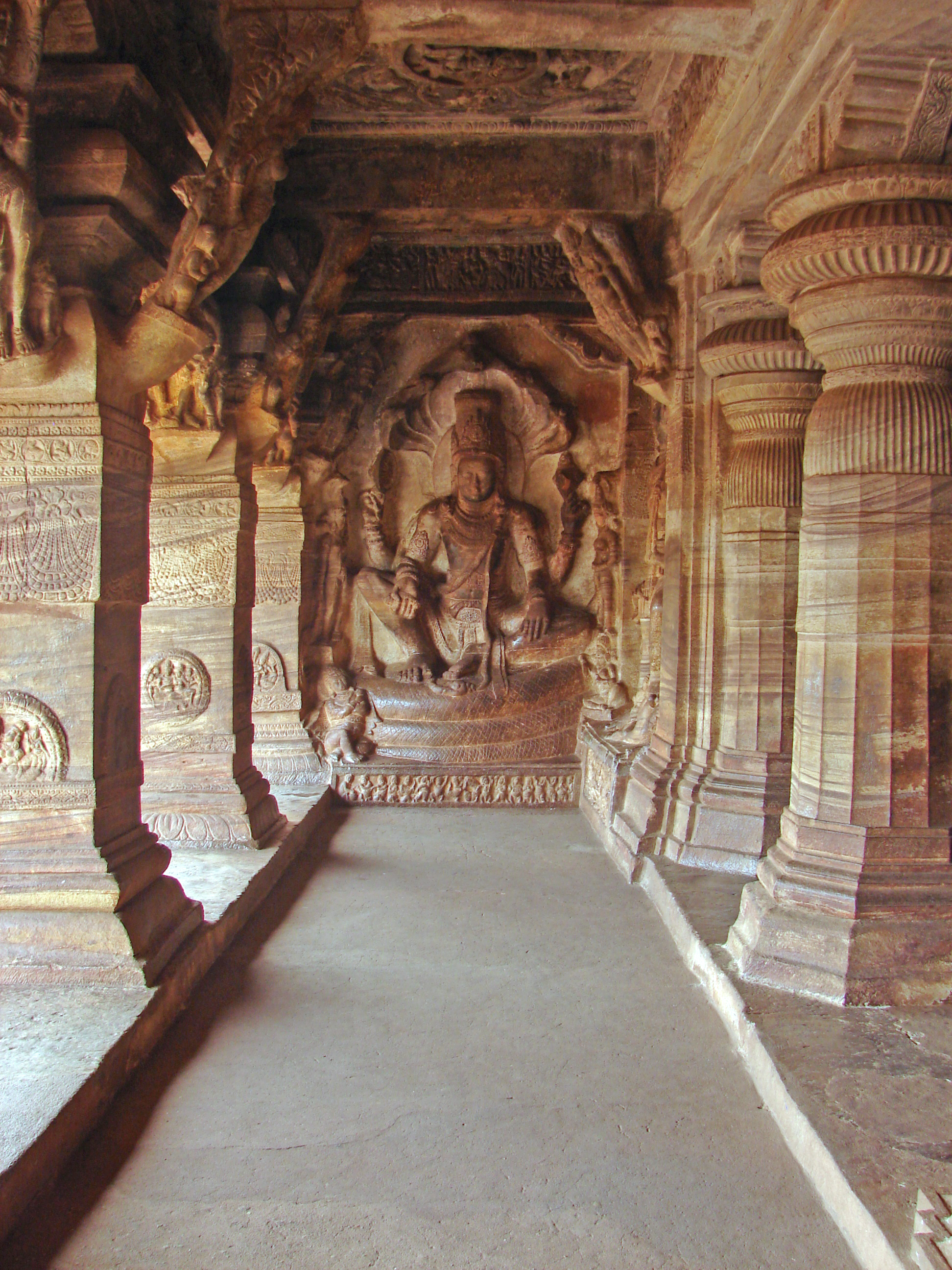
Grotta 3 - Vishnu con quattro braccia

La grotta è caratterizzata dalla presenza di un aenorme figura di Visnù con quattro braccia posto su Adisheva, il serpente i cui cinque cappucci sono aperti per proteggere la corona del dio, a cui piedi si trova l'uccello Garuḍa.

### Grotta 4
Grotta gianista, i muri e le colonne sono ricoperti con raffigurazioni dei tirthankara. La maggior parte fu realizzata nei secoli XI e XII, sotto la dominazione di un ramo dei re chalukya.